# فردوسی و سلطان محمود
فردوسی، شاهنامه را در مدت ۲۵ تا ۳۵ سال و حدود سال ۳۷۸ هجری خورشیدی به پایان برد. حدود ۱۰ سال بعد فردوسی که فقیر شده بود و فرزندش را نیز از دست داده بود، تصمیم گرفت که کتابش را به سلطان محمود غزنوی تقدیم کند. از این رو تدوین جدیدی از شاهنامه را شروع کرد و اشاره‌هایی را که به حامیان و دوستان سابقش شده بود، با وصف و مدح سلطان محمود و اطرافیانش جایگزین کرد. تدوین دوم در سال ۳۸۸ هجری شمسی پایان یافت (به حدس تقی‌زاده در سال ۳۸۹) که بین پنجاه هزار و شصت هزار بیت داشت. فردوسی آن را در شش یا هفت جلد برای سلطان محمود فرستاد. به گفتهٔ خود فردوسی سلطان محمود به شاهنامه نگاه هم نکرد و پاداشی را که مورد انتظار فردوسی بود برایش نفرستاد. از این واقعه تا پایان عمر، فردوسی بخش‌های دیگری نیز به شاهنامه اضافه کرد که بیشتر به اظهار ناامیدی و امید به بخشش بعضی از اطرافیان سلطان محمود از جمله «سالار شاه» اختصاص دارد.
چون شاهنامه مطابق ذوق درباریان و اطرافیان سلطان نبود و مورد پسند محمود هم قرار نگرفت؛ او که قبلاً وعده داده بود به ازای هر بیت یک دینار طلا بدهد، به جای آن بیست هزار درم نقره به فردوسی داد. شاعر نامدار به شدت از این موضوع ناراحت شد و تمام مبلغ را به یک حمامی و یک فقاع فروش بخشید. حتی به خاطر شیعه بودن او را بددین خواندند.
روایتی نیز در اینباره وجود دارد که سلطان محمود به فردوسی گفته‌است که شاهنامه چیزی جز شرح احوال رستم نیست، در حالی که در سپاه من امثال رستم بسیارند، و فردوسی به او می‌گوید که خداوند تا به حال مانند رستم را نیافریده و نخواهد آفرید و از دربار بیرون می‌رود. پس از اندکی محمود به یکی از نزدیکانش می‌گوید «این مردک، مرا به تعریض دروغ‌زن خواند» و تصمیم به قتل او می‌گیرد ولی فردوسی فرار می‌کند؛ و از غزنه به هرات و سپس به طبرستان (گیلان و مازندران ) گریخت و آتش درون خود را به اشعار هجایی تسکین داد:
| ایا شاه محمود کشورگشای       |  | ز کس گر نترسی، بترس از خدای… |
| که بد دین و بد کیش خوانی مرا |  | منم شیر نر، میش خوانی مرا…   |
| یکی بندگی کردم ای شهریار     |  | که ماند ز تو در جهان یادگار  |
| چو بر باد دادند گنج مرا      |  | نبُد حاصلی سی و پنج مرا       |
| شنیدم که شَه، مطبخی‌زاده‌است    |  | به جای طلا نقره ام داده‌است   |
| اگر شاه را، شاه بودی پدر     |  | به سر برنهادی مرا تاج زر     |
| و گر مادر شاه بانو بدی       |  | مرا سیم و زر تا به زانو بدی  |
| پرستار زاده نیاید به کار     |  | وگرنه چند دارد پدر شهریار    |

فردوسی دربار محمود را با خاطری رنجیده گذاشت و رفت. بر اساس روایتی پس از اینکه سال‌ها از این ماجرا گذشت و سلطان محمود به هند حمله برده بود و در آنجا قلعه‌ای را محاصره کرده بود، پیکی پیش یاغی محصور فرستاد و به وزیرش گفت که نمی‌دانم چه پاسخی از درون قلعه خواهد آمد؛ و وزیر این بیت از شاهنامه را برای او خواند:
| چو فردا برآید بلند آفتاب |  | من و گرز و میدان افراسیاب |

سلطان می‌پرسد این شعر از کیست که در آن روح مردانگی وجود دارد؟ در پاسخ گفته می‌شود که متعلق به فردوسی است. محمود ناراحت می‌شود و می‌گوید من او را از خودم آزردم، ولی در بازگشت به غزنه جبران خواهم کرد. هنگامی که سلطان محمود به غزنه بازمی‌گردد دستور می‌دهد که معادل ۶۰ هزار دینار امتعه بار شتران دولتی کنند و به طابران - نزد فردوسی - ببرند و از او عذرخواهی و دلجویی کنند. اما هنگامی که کاروان هدیه سلطان از یکی از دروازه‌های شهر موسوم به رودبار داخل گردید، پیکر فردوسی را از دروازهٔ رزان شهر، به بیرون می‌بردند. دختر فردوسی از گرفتن هدیه محمود خودداری می‌کند. جامی در پنج سده بعد به این موضوع اشاره کرده‌است:
| خوش است قدرشناسی که چون خمیده سپهر |  | سهام حادثه را عاقبت کند قوسی      |
| برفت شوکت محمود، در زمانه نماند    |  | جز این فسانه که نشناخت قدر فردوسی |